# افه‌لر (بورچکا)
افه‌لر (به ترکی استانبولی: Efeler) یک منطقهٔ مسکونی در ترکیه است که در بورچکا واقع شده‌است. افه‌لر ۱۶۴ نفر جمعیت دارد.